# Апухтин, Константин Валерианович
Константи́н Валериа́нович Апу́хтин (22 февраля (6 марта) 1881 года — 21 ноября 1946, Траунштайн) — полковник лейб-гвардии Уланского Её Величества полка, герой Первой мировой войны, участник Белого движения.

## Биография
Из потомственных дворян. Сын подполковника Валериана Алексеевича Апухтина и Варвары Николаевны Залесовой. Внук генерала от инфантерии Н. Г. Залесова.
По окончании Пажеского корпуса в 1902 году, выпущен был из камер-пажей в корнеты лейб-гвардии Уланского Её Величества полка.
Чины: поручик (10.8.1906), штабс-ротмистр (1910), ротмистр, полковник (1915), генерал-майор КИАФ (1928), генерал-лейтенант КИАФ (1929).
Участвовал в русско-японской войне в рядах 2-го Верхнеудинского казачьего полка, за боевые отличия был награждён шестью орденами, в том числе орденом св. Анны 4-й степени с надписью «за храбрость».
В 1911 году окончил Николаевскую военную академию по 1-му разряду. По окончании академии был прикомандирован к Офицерской кавалерийской школе. 1 октября 1912 года прикомандирован к Уланскому полку на 2 года для командования эскадроном, с которым и вступил в Первую мировую войну. Участвовал в походе в Восточную Пруссию. Высочайшим приказом от 11 ноября 1914 года ротмистр Апухтин был пожалован Георгиевским оружием
За то, что в бою 5 августа 1914 года, лично ведя и увлекая свой эскадрон, бросился во фланг на неприятельские окопы, очистил их от противника, затем захватил отдельную усадьбу, уничтожив при этом партию самокатчиков.
9 сентября 1915 года произведен в полковники с переводом в Крымский конный полк. На 1 августа 1916 года — полковник лейб-гвардии Уланского Её Величества полка. 4 июня 1917 года назначен командиром 17-го уланского Новомиргородского полка. Позднее состоял в штабе Гвардейского отряда.
В Гражданскую войну участвовал в Белом движении в составе ВСЮР. В августе 1919 года находился в подполье в Одессе, затем был начальником штаба городского гарнизона и десантного отряда, занявшего город. В октябре — ноябре 1919 командовал 2-м Таманским казачьим полком, затем — Сводной конной бригадой (1919) и Отдельной Боярской группой войск. Состоял начальником штаба: отряда генерала Оссовского, 5-й пехотной дивизии и Отдельной кавалерийской дивизии. Участвовал в Бредовском походе. В 1920 году командовал Запасным кавалерийским полком до эвакуации Крыма. В Галлиполи — командир Запасного кавалерийского дивизиона.
В эмиграции в Югославии, где служил в пограничной страже. В 1924 году вступил в КИАФ, в 1929 году был назначен заведующим делами КИАФ. Состоял представителем полкового объединения в Югославии. В августе 1938 года был участником Второго всезарубежного собора РПЦЗ в Сремских Карловцах.
Во время Второй мировой войны был представителем Русского корпуса в Югославии. Вместе с другими беженцами добрался до Германии, поселился в лагере Ди-Пи Траунштайн. Умер от туберкулеза в Траунштайне 21 ноября 1946 года. Похоронен в церковном дворе.

## Семья
Был женат на Лилии Александровне Апухтиной. Их дети:
- Валериан, выпускник Первого Русского кадетского корпуса (1935)
- Елизавета

## Награды
- Орден Святой Анны 4-й ст. (1904)
- Орден Святого Станислава 3-й ст. с мечами и бантом (1904)
- Орден Святой Анны 3-й ст. с мечами и бантом (1905)
- Орден Святого Станислава 2-й ст. с мечами (1905)
- Орден Святой Анны 2-й ст. с мечами (1905)
- Орден Святого Владимира 4-й ст. с мечами бантом (1905)
- Георгиевское оружие (ВП 11.11.1914)
- Высочайшее благоволение (ВП 15.03.1915)